# 新加坡地铁支线
新加坡地铁支线是新加坡地鐵以前的第三条线路，最初作为东西线的支线运行。这条线长6.5千米而只有4站，由SMRT集团运营。大约十分钟就可能坐完全程，此线下行是棕色（目前为汤申－東海岸线使用的颜色）而上行是黄褐色（目前为环线使用的颜色）。该线目前是南北线的一部分。

## 历史
- 1990年3月10日：裕廊东到蔡厝港段开始运行（最初作为东西线的支线运行）
- 1996年2月10日：这段线路并入南北线，支线于当天被关闭。

## 车站
| 车站编号                | 车站名称 | 换乘   |
| W9 (当前编号：EW24/NS1) | 裕廊东   | 东西线 |
| B1 (当前编号：NS2)      | 武吉巴督 |        |
| B2 (当前编号：NS3)      | 武吉甘柏 |        |
| B3 (当前编号：NS4/BP1)  | 蔡厝港   |        |

## 注解
1. ↑  用于1987年到1996年之间
2. ↑  上行是指从裕廊东开往蔡厝港

## 連結
- SMRT's Website （页面存档备份，存于）
- SBS Transit's Website （页面存档备份，存于）
- Rail system map (including lines under construction), Land Transport Authority
- UrbanRail Singapore （页面存档备份，存于）
- How to ride MRT in Singapore